# Ulrich Frank (Synchronsprecher)
Ulrich „Ulli“ Frank (* 2. Februar 1943 in Straßburg, Elsass; † 17. April 2017 in Gauting, Bayern) war ein deutscher Synchronsprecher und Schauspieler.

## Leben
Ulrich Frank nahm Schauspielunterricht bei Hans Baur. Seit 1963 war Frank als Schauspieler tätig. Er spielte unter anderem die Rolle des Leonce in Leonce und Lena und des Sherlock Holmes in Der Hund von Baskerville. Mitte der 1980er Jahre siedelte Frank nach München über. Hier fand er Beschäftigung als Synchronsprecher. Die bekannteste Rolle, welche er synchronisierte, ist die der deutschen Stimme von Ned Flanders aus der Serie Die Simpsons, die er zwischen 1991 und 2015 ganze 25 Jahre lang sprach. Im Fernsehen ist Frank in Produktionen wie Big Mäc, Der Fahnder, Versteckte Kamera und dem Francis-Durbridge-Zweiteiler Die Kette aufgetreten. Außerdem war er der deutsche Synchronsprecher von Gecko Moria in der Animeserie One Piece; seit 2014 übernimmt dies Alexander Brem. Seit 2009 synchronisierte Frank den belgischen Detektiv Hercule Poirot in der britischen Fernsehserie Agatha Christie’s Poirot für deren deutsche DVD-Veröffentlichungen.
1999 synchronisierte Frank die Rolle des Herrn von Boden im Animationsfilm Das große Krabbeln. Ebenso gab er Fungus im Kinderfilm Die Monster AG sowie Van im Animationsfilm Cars seine Stimme.
2016 gab er die Rolle des Ned Flanders in der Serie Die Simpsons auf und ging in den Ruhestand. Er starb im April 2017 im Alter von 74 Jahren. Frank wurde eingeäschert und die Urne am 27. April auf dem Waldfriedhof Gauting beigesetzt.

## Filmografie (Auswahl)
- 1977: Die Kette (Fernsehzweiteiler)
- 1985: Big Mäc
- 1985: Die Krimistunde (Fernsehserie, Folge 19, Episode: „Dicker als Wasser“)
- 1989: Tango und Cash (Synchronstimme)
- 1990: Miller’s Crossing (Synchronstimme)
- 1991: Ehen vor Gericht (Fernsehserie, eine Folge)
- 1991–2016: Die Simpsons (Synchronstimme, 25 Staffeln)
- 1993: Dann eben mit Gewalt (Fernsehfilm)
- 1998: Zu Gast bei den Grafen zu Montfort (Fernsehfilm)
- 1999: Ein wahres Verbrechen (Synchronstimme)
- 1999: Das große Krabbeln (Synchronstimme)
- 2000: Die Witwe von Saint-Pierre (Synchronstimme)
- 2001: Die Monster AG (Synchronstimme)
- 2003: Till Eulenspiegel (Synchronstimme)
- 2005: Robots (Synchronstimme)
- 2006: Cars (Synchronstimme)
- 2010: Habermann (Synchronstimme)
- 2011: Hexe Lilli – Die Reise nach Mandolan (Synchronstimme)
- 2013: Ritter Rost – Eisenhart und voll verbeult (Synchronstimme)

## Hörspiele / Hörfunk-Features / -Dokumentationen
- 2001: Das kleine Mädchen und der große Held – Aus dem Briefwechsel von Marie Hannes und Karl May – Autor: Thomas Gaevert – Bayern2Radio – Geschichte und Geschichten, 25 Min.
- 2016: Die Simpsons – Das Original-Hörspiel zur TV-Serie, Die komplette Staffel 23. Edel Germany.